# La Croix-Helléan
Pour les articles homonymes, voir Croix (homonymie).
La Croix-Helléan [la kʁwa eleɑ̃] est une commune française, située dans le département du Morbihan en région Bretagne.

## Géographie
| Forges de Lanouée | La Grée-Saint-Laurent |         |
| Josselin          | la Croix-Helléan      | Helléan |
|                   | Guillac               |         |

### Hydrographie
Pour un article plus général, voir Réseau hydrographique du Morbihan.
La commune est située dans le bassin Loire-Bretagne. Elle est drainée par le Galouray et divers autres petits cours d'eau,.

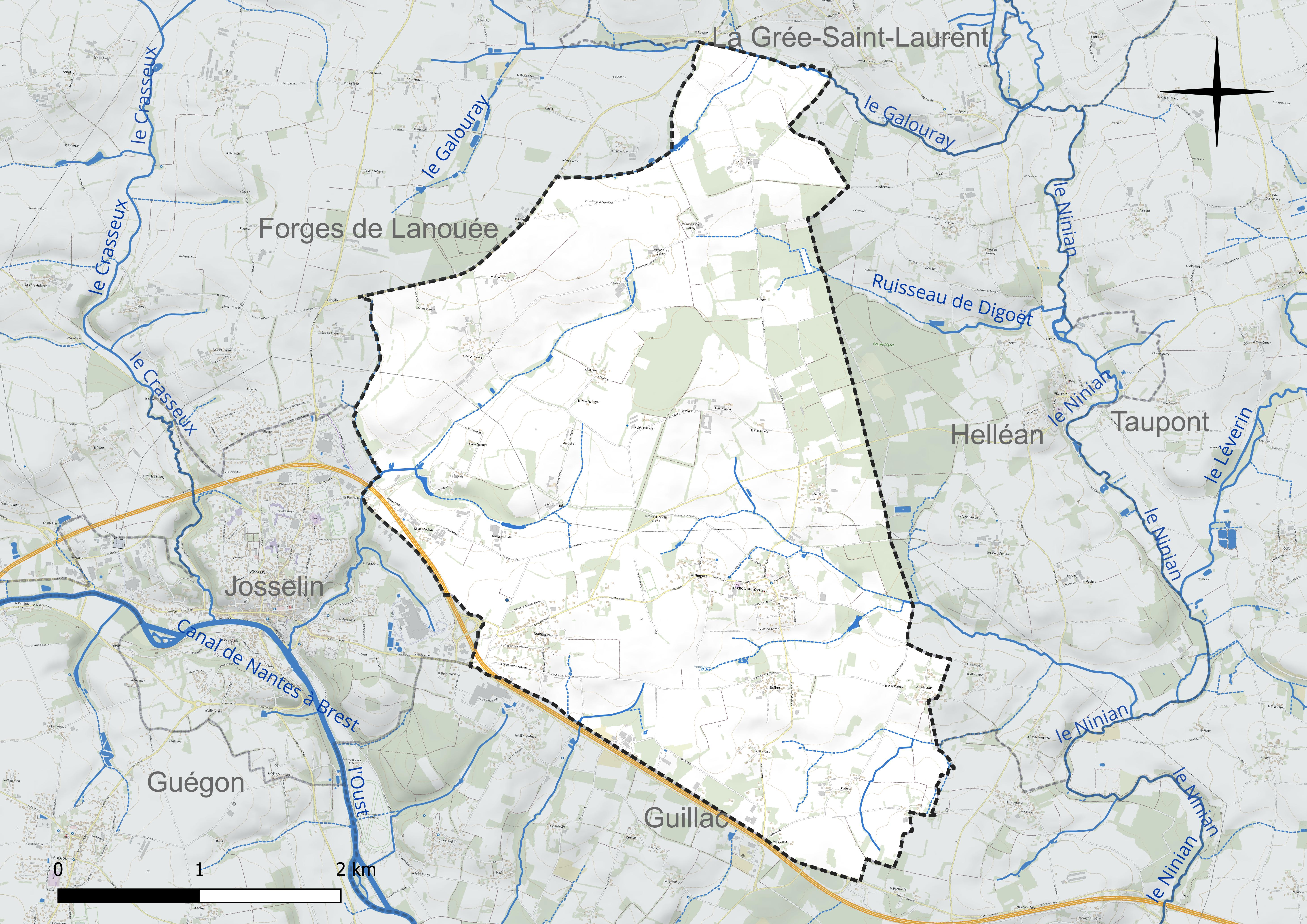
Réseau hydrographique de la La Croix-Helléan.

### Climat
Pour des articles plus généraux, voir Climat de la Bretagne et Climat du Morbihan.
En 2010, le climat de la commune est de type climat océanique franc, selon une étude du CNRS s'appuyant sur une série de données couvrant la période 1971-2000. En 2020, Météo-France publie une typologie des climats de la France métropolitaine dans laquelle la commune est exposée à un climat océanique et est dans la région climatique Bretagne orientale et méridionale, Pays nantais, Vendée, caractérisée par une faible pluviométrie en été et une bonne insolation. Parallèlement l'observatoire de l'environnement en Bretagne publie en 2020 un zonage climatique de la région Bretagne, s'appuyant sur des données de Météo-France de 2009. La commune est, selon ce zonage, dans la zone « Intérieur Est », avec des hivers frais, des étés chauds et des pluies modérées.
Pour la période 1971-2000, la température annuelle moyenne est de 11,4 °C, avec une amplitude thermique annuelle de 12,6 °C. Le cumul annuel moyen de précipitations est de 838 mm, avec 13,1 jours de précipitations en janvier et 6,5 jours en juillet. Pour la période 1991-2020, la température moyenne annuelle observée sur la station météorologique la plus proche, située sur la commune de Ploërmel à 8 km à vol d'oiseau, est de 12,0 °C et le cumul annuel moyen de précipitations est de 767,2 mm,. Pour l'avenir, les paramètres climatiques de la commune estimés pour 2050 selon différents scénarios d’émission de gaz à effet de serre sont consultables sur un site dédié publié par Météo-France en novembre 2022.

## Urbanisme

### Typologie
Au 1er janvier 2024, La Croix-Helléan est catégorisée commune rurale à habitat dispersé, selon la nouvelle grille communale de densité à sept niveaux définie par l'Insee en 2022.
Elle est située hors unité urbaine. Par ailleurs la commune fait partie de l'aire d'attraction de Ploërmel, dont elle est une commune de la couronne,. Cette aire, qui regroupe 19 communes, est catégorisée dans les aires de moins de 50 000 habitants,.

### Occupation des sols
L'occupation des sols de la commune, telle qu'elle ressort de la base de données européenne d’occupation biophysique des sols Corine Land Cover (CLC), est marquée par l'importance des territoires agricoles (83,2 % en 2018), une proportion sensiblement équivalente à celle de 1990 (83,5 %). La répartition détaillée en 2018 est la suivante : terres arables (64,4 %), prairies (10,6 %), forêts (10 %), zones agricoles hétérogènes (8,1 %), zones urbanisées (6,6 %), zones industrielles ou commerciales et réseaux de communication (0,2 %). L'évolution de l'occupation des sols de la commune et de ses infrastructures peut être observée sur les différentes représentations cartographiques du territoire : la carte de Cassini (XVIIIe siècle), la carte d'état-major (1820-1866) et les cartes ou photos aériennes de l'IGN pour la période actuelle (1950 à aujourd'hui).

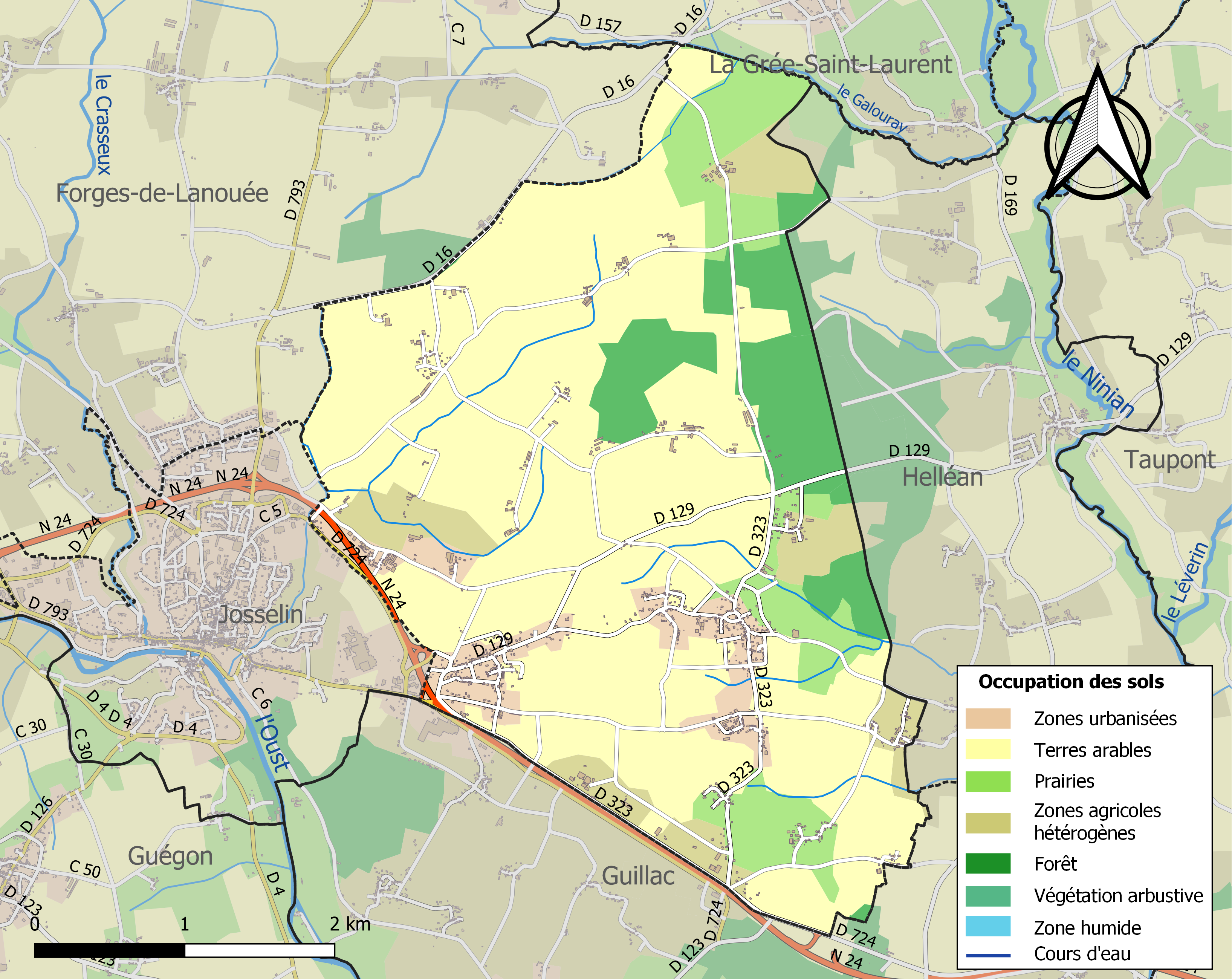
Carte des infrastructures et de l'occupation des sols de la commune en 2018 (CLC).

## Toponymie
Le nom breton de la commune est Ar Groez-Helean.
Attestée sous les formes, en breton Ar Groez-Helean vers 1350, en latin Crux Heleana au XVe siècle.
Croix en l'honneur du culte de la Sainte-Croix. Le mot latin Crux pouvant être une croix mais aussi le gibet.
Helléan : est attesté sous les formes Helien en 1338 ; Helean en 1468.

Helean, en breton, vient d’Hellean, personnage venu de Grande-Bretagne.

## Histoire
La Croix-Helléan vient de Sainte-Croix et d’ Helléan.
L’ensemble La Croix-Helléan et sa trève Helléan est un démembrement de l'ancienne paroisse primitive de Ploërmel.
La Croix-Helléan et sa trève Helléan étaient jadis appelées Le Haut-Glac (Glac représentant la prononciation dialectale de Guillac), par opposition au Bas-Guillac aujourd'hui Guillac.
Sous l'Ancien Régime, la paroisse de La Croix-Helléan appartenait au doyenné de Lanouée et au diocèse de Saint-Malo. Il s’agit d'un ancien prieuré-cure dépendant de l'abbaye de Saint-Jean-des-Prés, en Guillac.
En 1790, La Croix-Helléan perd sa trève Helléan. D’abord érigée en commune du canton de Lanouée, La Croix-Helléan est ensuite rattachée en 1801 au canton de Josselin.
En 1854 la commune de La Croix-Helléan, ainsi que de nombreuses communes des alentours, est ravagée par une épidémie de dysenterie.

## Politique et administration
| Période                                  | Période        | Identité                           | Étiquette | Qualité                                        |
| ---------------------------------------- | -------------- | ---------------------------------- | --------- | ---------------------------------------------- |
| 1792                                     | 1793           | Joseph Provost                     |           |                                                |
| 1793                                     | 1800           | Jean Billard                       |           |                                                |
| 1800                                     | 1808           | Bourne                             |           |                                                |
| 1808                                     | 1810           | Rolland du Noday                   |           |                                                |
| 1810                                     | 1813           | Dréan                              |           |                                                |
| 1813                                     | 1821           | Louis Thomas de Gourden            |           |                                                |
| 1821                                     | 1835           | Yves Pierre Robert                 |           |                                                |
| 1835                                     | 1864           | Pierre Marie Turmel                |           |                                                |
| 1864                                     | 1866           | Jean Marie Jouan                   |           |                                                |
| 1866                                     | 1871           | Jean Marie Moizo                   |           |                                                |
| 1871                                     | 1880           | Henri Jules Marie Rolland du Noday |           |                                                |
| 1881                                     | 1914           | Berruyer                           |           |                                                |
| 1914                                     | ????           | Rolland du Noday                   |           |                                                |
| ????                                     | 1945           | M. Le Ray                          |           |                                                |
| 1945                                     | 1965           | Eugène Lucas                       |           |                                                |
| 1965                                     | 1995           | Eugène Guillet                     |           |                                                |
| 1995                                     | 2008           | Odette Herviaux                    | PS        | Professeur - Sénatrice du Morbihan (2001-2017) |
| 2008                                     | 3 juillet 2020 | Joël Guegan                        | -         | Conseiller agricole                            |
| 3 juillet 2020                           | En cours       | Jean-Yves Josse                    |           |                                                |
| Les données manquantes sont à compléter. |                |                                    |           |                                                |

## Démographie
L'évolution du nombre d'habitants est connue à travers les recensements de la population effectués dans la commune depuis 1793. Pour les communes de moins de 10 000 habitants, une enquête de recensement portant sur toute la population est réalisée tous les cinq ans, les populations de référence des années intermédiaires étant quant à elles estimées par interpolation ou extrapolation. Pour la commune, le premier recensement exhaustif entrant dans le cadre du nouveau dispositif a été réalisé en 2008.

En 2022, la commune comptait 881 habitants, en évolution de −1,67 % par rapport à 2016 (Morbihan : +3,82 %, France hors Mayotte : +2,11 %).
| 1793 | 1800  | 1806 | 1821 | 1831 | 1836 | 1841 | 1846 | 1851 |
| ---- | ----- | ---- | ---- | ---- | ---- | ---- | ---- | ---- |
| 725  | 1 010 | 695  | 758  | 766  | 808  | 824  | 824  | 856  |

| 1856 | 1861 | 1866 | 1872 | 1876 | 1881 | 1886 | 1891 | 1896 |
| ---- | ---- | ---- | ---- | ---- | ---- | ---- | ---- | ---- |
| 822  | 853  | 866  | 802  | 850  | 846  | 817  | 815  | 830  |

| 1901 | 1906 | 1911 | 1921 | 1926 | 1931 | 1936 | 1946 | 1954 |
| ---- | ---- | ---- | ---- | ---- | ---- | ---- | ---- | ---- |
| 787  | 819  | 792  | 710  | 727  | 713  | 704  | 661  | 674  |

| 1962 | 1968 | 1975 | 1982 | 1990 | 1999 | 2006 | 2008 | 2013 |
| ---- | ---- | ---- | ---- | ---- | ---- | ---- | ---- | ---- |
| 635  | 580  | 583  | 612  | 639  | 636  | 750  | 784  | 872  |

| 2018 | 2022 | - | - | - | - | - | - | - |
| ---- | ---- | - | - | - | - | - | - | - |
| 886  | 881  | - | - | - | - | - | - | - |

## Lieux et monuments
- Chapelle Saint-Maudé ;
- Croix de la Ville-Côte ;
- Croix de Belon ;
- Croix de la Brassée ;

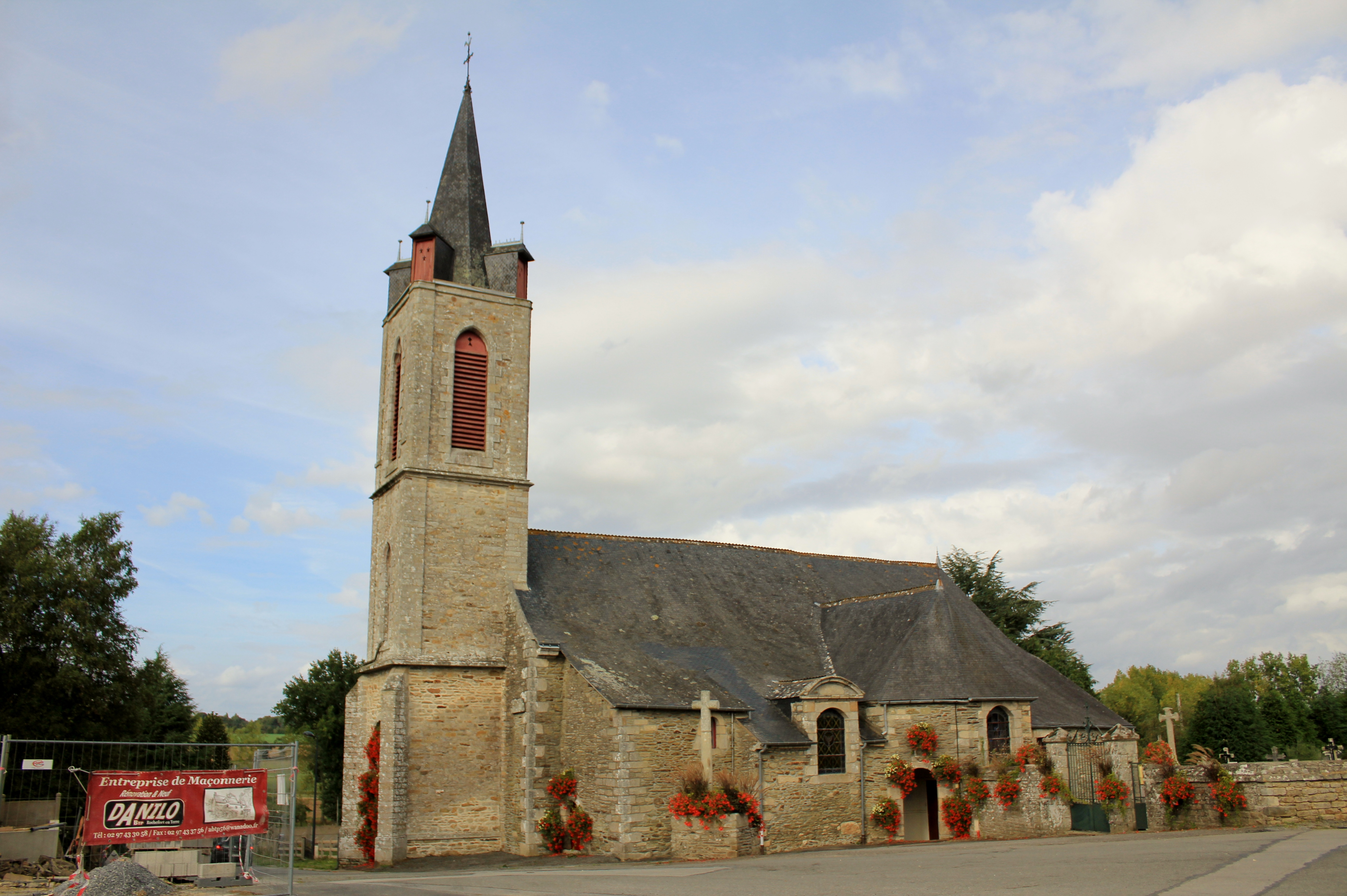
L'église Sainte-Croix.

- Église Sainte-Croix. On peut voir à l'intérieur les pierres tombales jumelles avec les gisants, de la fin du XVe siècle, des seigneurs du manoir du Broutay[22] ;
- Manoir du Broutay, date du XVIIe siècle, il est inscrit à l'inventaire général du patrimoine culturel[23] ;
- Château de Penhouët date des XVIIIe et XIXe siècles, il est inscrit à l'inventaire général du patrimoine culturel[24].